# Parker Kelly
Parker Kelly (né le 14 mai 1999 à Camrose dans la province de l'Alberta au Canada) est un joueur professionnel canadien de hockey sur glace. Il évolue à la position de centre. 

## Carrière de joueur
Il signe un contrat d'entrée de 3 ans en tant que joueur autonome non repêché avec les Sénateurs d'Ottawa, le 19 septembre 2017. À la fin de la saison 2017-2018, il rejoint les Senators de Belleville dans la LAH et dispute 5 matchs avec l'équipe. La saison suivante, il retourne avec les Raiders de Prince Albert avec qui il récolte 67 points en 64 parties. En 2019-2020, il passe la saison entière avec Belleville et obtient 16 points en 57 rencontres. Il est de nouveau assigné à Belleville lors de la campagne 2020-2021. 
À la fin de la saison dans la LAH, il est rappelé par Ottawa en mai 2021. Il fait ses débuts dans la LNH, le 12 mai 2021, face aux Maple Leafs de Toronto dans le dernier match de la saison des Sénateurs. Il inscrit son premier but en carrière sur son seul tir du match.
Après le camp d'entraînement des Sénateurs de 2021, il demeure avec l'équipe et obtient un poste sur le 4e trio. Il signe une prolongation de contrat de deux ans, le 12 octobre 2021.  Il fait la navette entre Belleville et Ottawa jusqu'à la saison 2022-2023 où il s'établit comme joueur régulier avec les Sénateurs.
Il ne compte que 4 points en 55 matchs lors de la saison 2022-2023 mais il démontre une progression la saison suivante en récoltant 18 points en 80 matchs.
Il devient joueur autonome le 30 juin 2024 et signe un contrat de deux ans le lendemain avec l'Avalanche du Colorado.

## Statistiques

### En club
| Saison     | Équipe                   | Ligue      |     | Saison régulière | Saison régulière | Saison régulière | Saison régulière | Saison régulière |   | Séries éliminatoires | Séries éliminatoires | Séries éliminatoires | Séries éliminatoires | Séries éliminatoires |
| Saison     | Équipe                   | Ligue      | PJ  | B                | A                | Pts              | Pun              | PJ               | B | A                    | Pts                  | Pun                  |                      |                      |
| 2014-2015  | Kodiaks de Camrose       | AJHL       | 1   | 1                | 0                | 1                | 0                | 1                | 0 | 0                    | 0                    | 0                    |                      |                      |
| 2015-2016  | Raiders de Prince Albert | LHOu       | 68  | 8                | 11               | 19               | 31               | 5                | 0 | 0                    | 0                    | 0                    |                      |                      |
| 2016-2017  | Raiders de Prince Albert | LHOu       | 72  | 21               | 22               | 43               | 75               | -                | - | -                    | -                    | -                    |                      |                      |
| 2017-2018  | Raiders de Prince Albert | LHOu       | 69  | 29               | 30               | 59               | 75               | 7                | 3 | 1                    | 4                    | 8                    |                      |                      |
| 2017-2018  | Senators de Belleville   | LAH        | 5   | 1                | 0                | 1                | 0                | -                | - | -                    | -                    | -                    |                      |                      |
| 2018-2019  | Raiders de Prince Albert | LHOu       | 64  | 35               | 32               | 67               | 54               | 23               | 8 | 9                    | 17                   | 14                   |                      |                      |
| 2019-2020  | Senators de Belleville   | LAH        | 57  | 10               | 6                | 16               | 18               | -                | - | -                    | -                    | -                    |                      |                      |
| 2020-2021  | Senators de Belleville   | LAH        | 33  | 10               | 8                | 18               | 32               | -                | - | -                    | -                    | -                    |                      |                      |
| 2020-2021  | Sénateurs d'Ottawa       | LNH        | 1   | 1                | 0                | 1                | 0                | -                | - | -                    | -                    | -                    |                      |                      |
| 2021-2022  | Sénateurs d'Ottawa       | LNH        | 41  | 7                | 5                | 12               | 60               | -                | - | -                    | -                    | -                    |                      |                      |
| 2021-2022  | Senators de Belleville   | LAH        | 33  | 5                | 9                | 14               | 34               | 2                | 0 | 0                    | 0                    | 0                    |                      |                      |
| 2022-2023  | Sénateurs d'Ottawa       | LNH        | 55  | 1                | 3                | 4                | 37               | -                | - | -                    | -                    | -                    |                      |                      |
| 2023-2024  | Sénateurs d’Ottawa       | LNH        | 80  | 8                | 10               | 18               | 30               | -                | - | -                    | -                    | -                    |                      |                      |
| Totaux LNH | Totaux LNH               | Totaux LNH | 177 | 17               | 18               | 35               | 127              | -                | - | -                    | -                    | -                    |                      |                      |